# Mary-Margaret Humes
Pour les articles homonymes, voir Humes.
Mary-Margaret Humes est une actrice américaine née le 4 avril 1954. Elle est connue pour son rôle de Gail Leery dans la série Dawson qu'elle a interprété de 1998 à 2003. Elle a également joué dans des séries comme Grey's Anatomy ou Perry Mason.

## Filmographie

### Cinéma

#### Court métrage
- 2014 : Surviving A Funeral : Lorraine
- 2007 : My First Christmas Tree : Mom

#### Long métrage
- 2014 : Chasing Eagle Rock : Mags Avery
- 2014 : Fire City: The Interpreter of Signs : Human Cornelia
- 2011 : Head Over Spurs in Love : Lorraine Walker
- 2010 : The Portal : Mary
- 2008 : Broken Windows : Dori
- 1996 : Sworn to Justice : Megan
- 1981 : La Folle Histoire du monde de Mel Brooks : Miriam

### Télévision

#### Téléfilms
- 2014 : La Menteuse (The Girl He Met Online) : Agatha Casey
- 2013 : Beverly Hills Cop : Gina Nickles
- 2012 : Mon Père Noël bien-aimé (Matchmaker Santa) : Katherine
- 2010 : Le Cœur de la famille : Mme Dougherty
- 2010 : The Republic : Bettie Thompson
- 2001 : Motocross : Geneva Carson
- 2001 : Le Prix de la perfection : Helene Lennox
- 2000 : The Stalking of Laurie Show : Hazel Show
- 1995 : Gramps : Betsy MacGruder
- 1992 : Perry Mason : La Robe rouge : Laura Rand
- 1984 : Espionnes de charme : Lauren 'Boots' Daws

#### Série télévisée
- 2011 : Luck (saison 1, épisode 2) : Lynette
- 2011 : The Protector (saison, épisode : Bangs) : Jessica Moore
- 2008 : Saving Grace (saison 2, épisode 1 : Have a Seat, Earl) : Deanne Wells
- 2007 : Esprits criminels (saison 3, épisode 18 : The Crossing) : Audrey Henson
- 2007 : Ghost Whisperer (saison 3, épisode 7 : Unhappy Medium) : Susan Drake
- 2006 : Grey's Anatomy (saison 3, épisode 21 : Desire) : Nancy Jennings
- 2006 : Les Experts : Manhattan (saison 3, épisode 5 : Oedipus Hex) : Helen Sanders
- 2004 : Division d'élite (saison 4, épisode 19 : Hail, Hail, the Gang's All Here) : Mme Newland
- 2002 : Les Anges du bonheur (saison 9, épisode 1 : A Rock and a Hard Place) : Sandy Collette
- 2002 : Les Experts (saison 3, épisode 3 : Let the Seller Beware) : Jeri Newman
- 1998 - 2003 : Dawson (93 épisodes) : Gail Leery
- 1997 : Moloney (saison, épisode : The Ripple Effect)
- 1997 : Murphy Brown : Raven-Haired Réceptioniste
  - (saison, épisode : Blind Date)
  - (saison, épisode : Who Do You Truss?)
- 1995 : Notre belle famille (saison 5, épisode 12) :peintre
- 1995 : Pointman (saison, épisode : Going Home) : Marge
- 1995 : Mike Land, détective : Rebecca / Simone
  - (saison, épisode : Day of the Dead)
  - (saison, épisode : Land's End: Part 2)
  - (saison, épisode : Land's End: Part 1)
- 1995 : Charlie Grace (saison, épisode : Designer Knock-Off)
- 1995 : Legend (saison, épisode : Knee-High Noon) : Laura Davenport
- 1995 : In the Heat of the Night (saison, épisode : By Duty Bound) : Karen
- 1994 : Le Rebelle (saison 3, épisode 17 : Ace in the Hole) : Laura Tracy
- 1993 - 1994 : Time Trax (en) : Tulsa Giles
  - (saison, épisode : Happy Valley)
  - (saison, épisode : Framed)
- 1993 : Le juge de la nuit (saison, épisode : The Greening of Glenda Ross) : Glenda Ross
- 1993 : Petite fleur : Carol
  - (saison, épisode : Hunger)
  - (saison, épisode : Time)
- 1993 : Diagnostic : Meurtre (saison 1, épisode 17 : Shaker) : Ruth Garfield
- 1992 : Enquête privée (saison 1, épisode 7 : Nearest and Dearest : Andie Harper
- 1991 - 1992 : Marshall et Simon (19 épisodes) : Marilyn Teller
- 1991 : Le père Dowling (saison, épisode : The Monkey Business Mystery) : Mme Wiley
- 1990 - 1992 : Matlock : 
  - (saison, épisode : The Legacy) : Candace Winfield
  - (saison, épisode : The Marriage Counselor) : Claudette Hertz
  - (saison, épisode : The Personal Trainer) : Brigette Laird
- 1990 : Valerie (saison, épisode : Come Fly with Me) : Honey
- 1990 : La loi est la loi : 
  - (saison, épisode : My Boy Bill) : Janet Fromer
  - (saison, épisode : I Ain't Got No Body) : Tish
- 1988 : It's a Living (saison, épisode : Daddy's Little Girl) : Sally
- 1988 : A Year in the Life (saison, épisode : Goodbye to All That) : Kathleen
- 1987 : Outlaws (saison, épisode : Primer) : Lora Kirby
- 1986 : Gung Ho (saison, épisode : Line of Credit) : Melissa
- 1986 : Chasseurs d'ombres (saison, épisode : Blood and Magnolias) : Allison Collingswood
- 1985 - 1986 : Hooker : 
  - (saison, épisode : Deadly Force) : Lisa Temple
  - (saison, épisode : Hollywood Starr) : Chrissi Wilde
- 1985 : Tribunal de nuit (saison, épisode : Halloween, Too) : Kimberley Daniels
- 1985 : Half Nelson (saison, épisode : Nose Job) : April
- 1985 : Le Juge et le Pilote (saison, épisode : What's So Funny?) : Pamela Bayer
- 1985 : Hooker (saison 5, épisode 19 : Lisa Temple
- 1984 : Hooker (saison 4, épisode 17 : Chrissi Wilde
- 1984 : Rick Hunter (saison 1, épisode 6 : Legacy) : Sandy Newton
- 1984 : Riptide (saison 1, épisode 6 : The Mean Green Love Machine) : Dee-Dee Giddian/Preston
- 1984 : Mike Hammer (saison, épisode : Bonecrunch) : Dana Lord
- 1983 : La croisière s'amuse (saison, épisode : The Professor Has Class/When the Magic Disappears/We, the Jury) : Cristina Stellini
- 1983 : Agence tous risques (saison 2, épisode 11 : Steel) : Randy Stern
- 1983 : Manimal (saison 1, épisode 3 : Night of the Scorpion) : Terri Sloan
- 1982 - 1985 : L'Homme qui tombe à pic :
  - (saison, épisode : Reluctant Traveling Companion) : Christina Smith
  - (saison 3, épisode 15) : Rea Grant
  - (saison 4, épisode 21) : Serena
- 1982 : K 2000 (saison, épisode : No Big Thing) : Carol Reston
- 1979 : Shérif, fais-moi peur ! (saison 2, épisode 21 : Mason Dixon's Girls) : Tinker